# Which Was the Happiest Time of Your Life?
Which Was the Happiest Time of Your Life? è un cortometraggio muto del 1909. Il nome del regista non viene riportato nei credit del film di cui si conoscono pochi dati certi.

## Produzione
Il film fu prodotto dalla Lubin Manufacturing Company.

## Distribuzione
Distribuito dalla Lubin Manufacturing Company, il film - un cortometraggio della lunghezza di 128 metri - uscì nelle sale cinematografiche statunitensi l'11 marzo 1909. Nelle proiezioni, veniva programmato con il sistema dello split reel, accorpato in un'unica bobina con un altri due cortometraggi prodotti dalla Lubin, The Little Rag Doll e The New Mirror.